# George Saunders
George Saunders (* 2. prosince 1958, Amarillo) je americký spisovatel. Jeho román Lincoln in the Bardo získal v roce 2017 Bookerovu cenu. Saundersova beletrie se často zaměřuje na absurditu konzumerismu, firemní kulturu a roli masmédií. Tragikomický prvek v jeho psaní mu nejednou vynesl srovnání s Kurtem Vonnegutem.
Narodil se v Texasu. Vyrůstal v Oak Forest v Illinois, poblíž Chicaga. V roce 1981 získal bakalářský titul v oboru geofyzikálního inženýrství na Colorado School of Mines v Goldenu. V roce 1988 získal titul M.A. v oboru tvůrčího psaní na Syracuské univerzitě, kde byl žákem Tobiase Wolffa. Od roku 1997 vyučuje tvůrčí psaní na stejné univerzitě sám. V roce 1996 vydal první sbírku povídek. Roku 2006 mu bylo uděleno Guggenheimovo stipendium a MacArthurovo stipendium. V letech 2006 až 2008 měl sloupek v britském deníku The Guardian. V roce 2014 byl zvolen do Americké akademie umění a věd. Hned jeho první román byl oceněn prestižní britskou Bookerovou cenou.
Ve svých dvaceti letech se hlásil k objektivismu, časem ho ale zavrhl a dnes se hlásí k buddhistické škole ňingmapa.